# Andrea Lynch
Andrea Lynch (Barbados, 24 de noviembre de 1952) fue una atleta británica de origen barbadense especializada en la prueba de 60 m, en la que consiguió ser campeona europea en pista cubierta en 1975.

## Carrera deportiva
En el Campeonato Europeo de Atletismo de 1974 ganó la medalla de bronce en los 100 metros lisos, con un tiempo de 11.28 segundos, llegando a meta tras la polaca Irena Szewińska que con 11.13 segundos batió el récord de los campeonatos, y la alemana Renate Stecher (plata con 11.23 segundos).
Al año siguiente, en el Campeonato Europeo de Atletismo en Pista Cubierta de 1975 ganó la medalla de oro en los 60 metros, corriéndolos en un tiempo de 7.17 segundos, por delante de la alemana Monika Meyer y la polaca Irena Szewińska (bronce con 7.26 segundos).